# Максим II (патріарх Константинопольський)
Максим II (грец. Μάξιμος Β΄; д/н — 1216) — константинопольський патріарх з червня до грудня 1216 року.

## Життєпис
Походив ймовірно з простолюдинів. Історики Георгій Акрополіт і Никифор Ксантопул вказують, що він був неосвіченим. Втім ймовірно це було відображенням ставлення знаті до простолюдина, що піднявся на вищий щабель. Був особистим духівником Феодора I Ласкаріса до того як той став імператором. Згодом обирається ігуменом монастиря Акойметої (Невсипущих),
В січні 1216 року після смерті патріарха Феодора II почалася боротьба за кандидатуру нового патріарха. Імператор Феодор I Ласкаріс не бажав надмірного підсилення знаті та вищого кліра, що перебралися з Константинополя. Тому його вибір впав на Максима. Ксантопул вказує, що Максим домігся впливу завдяки підтримці дружини та доньок імператора. Зрештою імператор зміг нав'язати собору свою волю, який в червні 1216 року обрав Максима новим патріархом.
Про діяльність відомо обмаль. Ймовірно стикався з саботажем вищого кліра, що бажало за патріарха Микиту Хоніата. Є свідчення, що Максим II якимито необережними діями спричинив конфлікт між імператором та містянами Нікеї. Також за дорученням Феодора I вів якійсь перемовини з представниками латинської імперії. Помер у грудні 1216 року. Новим патріархом став Мануїл I.